# Зорница (вестник)
Вижте пояснителната страница за други значения на Зорница.
„Зорница“ е български вестник. Той е протестантски седмичен вестник на български език (1876 – 1948), издаван в Цариград, после в България – в Пловдив (1897), Самоков (1921), София (1922), Пазарджик (1944) и пак София (1944). Това е най-значителната българска медия през XIX в., чийто контекстуален и издателски стандарт полага основата на съвременните български медии.
Отначало излиза месечно списание „Зорница“, а от 2 януари 1876 г. – и вестникът, като списанието е ориентирано към читатели в юношеска възраст.
През 1872 г. на Второто годишно събрание на Евангелската мисия за Европейска Турция делегатите натоварват Илайъс Ригс със задължението да подпомогне по-нататъшното развитие на вестника. Успешно е приключило отпечатването на българския превод на Библията и „Зорница“ излиза на преден план като основна цел в издателските планове на мисионерите. Форматът е увеличен, най-важната промяна обаче е превръщането на изданието в седмично.
Седмичната „Зорница“ излиза всъщност за първи път през декември 1875 г., макар официално да се води датата 2 януари 1876 г., като успоредно с нея продължава да излиза и месечно издание на вестника, стартирало 1864 г., което сега е ориентирано специално към читателите в юношеска възраст. Главен редактор в този период е Теодор Баингтън, но спомените на съвременниците свидетелстват, че Илайъс Ригс има ключовата роля както в подготовката на много от статиите (Ригс е автор на много неподписани публикации в „Зорница“), така и в цялостната редакционна политика.
Промяната в издателската политика на „Зорница“ се извършва непосредствено преди едно от най-драматичните събития в Българското Възраждане – Априлското въстание. Към момента на избухване на Априлското въстание „Зорница“ е най-разпространеният български вестник, покриващ практически всички територии, на които се простира българският етнос, като същевременно си е завоювал завиден авторитет сред българската общественост.
Позицията на вестника по време на трагичните събития от 1876 г. показва, че това не е случайно явление, тъй като евангелските християни, пишещи вестника, са намерили верния начин не само да работят като богослови и публицисти, но същевременно да служат и помагат на българския народ за националната му кауза.
Мнозина обективни изследователи еднозначно са признали на протестантските мисионери, българските им сътрудници и изданието заслугата за възбуждане на международното внимание и обществена съвест към българския национален въпрос. От една страна издателите на „Зорница“ предават всяка получена информация за ужасите, свързани с потушаването на въстанието, директно на британските и американски правителствени организации и лица, както и на влиятелни издания в тези страни. От друга, самите мисионери смело и усърдно обикалят опустошените региони, помагат на пострадалите, като са и основните съмишленици на разследванията, предизвикани и учредени от британския политик Уилям Гладстон. Още по-впечатляващо е смелото и съпричастно отразяване на въстанието на страниците на самия вестник.
„Зорница“ се превръща де факто в единствения писмен източник на информация за българския народ в неговите най-отдалечени земи за случващото се във въстаналите територии. Чрез седмичника българският народ по всички краища на поробените ни територии съпреживява ужаса и трагедията на Априлското въстание – така, макар бойните действия да обхващат ограничени области, целият български народ е информиран за събитията. По този начин „Зорница“ дава своя своеобразен принос, въстанието от април-юни 1876 г. да се превърне в общонародна драма и общо преживяване за цялата българска нация.
Още с първите дни на въстанието „Зорница“ съобщава на населението за мобилизацията на турски войски и тяхното придвижване към Пловдив и Пазарджик. В бр. 18 от 30 април 1876 г. в статия със заглавие „Смущения в България“ читателите разбират за въстанието в Панагюрско. В следващия брой от 7 май е публикувана телеграма на Хафуз паша за погрома над въстаналата Стрелча. В същия брой подробно е описано превземането и разрушаването от турските войски на въстаналото Панагюрище, има подробна информация за арестите в Пазарджишко и Одринско. Отделно е разказано за арестите на български православни свещеници, включително и за епископ от Пловдив. В броя от 14 май 1876 г. читателите са информирани за черкезките набези в Тревненско, Софийско, Севлиевско и движението им. Извънредно е отразено опожаряването на 118 села в Пловдивския санджак.
Издателите на „Зорница“ подават информация и подсказват на читателите за напрежението, което въстанието поражда във Високата порта, като ги информира и за изпращането на правителствени анкетьори. „Зорница“ описва геройствата на българските въстаници, изправили се с черешови топчета срещу оръдията „Круп“ на Османската армия.
В броя си от 21 май 1876 г. „Зорница“ съобщава подробно за въстаническите действия в Търновско и тормоза над българите в Битолско. Издателите на „Зорница“ показват изключителна информираност, съобщавайки за въстаническите чети в Жеравна и Медвен, за башибозушките грабежи в Самоковско. Авторите на протестантското издание стават все по-смели, наричайки пряко, въпреки заплахите към вестника, „терор“ действията на башибозука в Шуменско.
Издателите на „Зорница“ окуражават българските читатели, информирайки за пробуждането на общественото мнение в Западния свят. Публикуван е първият от поредица материали – изказването на лорд Стретфорд за необходимостта от „радикална промяна в Османската империя“. „Зорница“ е и тази, която информира читателите си за пристигането на четата на Христо Ботев, като посочва състава ѝ от 175 въстаници и отразява пристигането ѝ на българския бряг с парахода „Радецки“, както и за смъртта на Ботев. Публикувано е и известие за смъртта на въстаническия ръководител Георги Бенковски.
В броя си от 11 юни „Зорница“ публикува дословно текста на „Прокламация на българските въстаници към мюсюлманите“, където изрично се показва, че действията на въстаналите българи са насочени срещу османския деспотичен режим, а мюсюлманското население е наречено събирателно „братя“. По този начин протестантските мисионери и издатели на „Зорница“ свидетелстват за толерантността на въстаналите българи и изграждат нравствения облик на тяхната кауза пред западните политически кръгове. Издателите на „Зорница“ са наясно, че паралелно с въстаническите битки тече решаваща битка за световното обществено мнение. Те правят всичко възможно да подпомагат българската кауза на международната сцена."